# Clinton Derricks-Carroll
Clinton Derricks-Carroll, (* Knoxville, (Tennessee, Estados Unidos) 15 de mayo de 1953), actor y músico. Hermano gemelo del actor Cleavant Derricks.
Clinton ha participado en series de televisión como Wally Brown (1979, como Wally Brown) y Sanford (1980-1981, como Cliff Anderson). Ha aparecido como estrella invitada en muchas series, siendo destacables Hill Street Blues y Sliders, y escribió la música para la película televisiva When Hell Freezes Over, I'll Skate.